# Terme del Filosofo
Le Terme del Filosofo (V,II,6-7), sono un complesso termale nella regio V della città romana di Ostia.

## Descrizione
Le terme si trovano nella parte meridionale della città, con l'ingresso su via Semita dei Cippi, compresa tra la domus della Fortuna Annonaria a nord (V,II,8), dei caseggiati (V,II,9)-(V,II,10) ad est, e la domus del Protiro a sud (V,II,4-5).
Le terme, che prendono il nome da due busti rinvenuti al suo interno raffiguranti il filosofo greco Plotino esposti al museo archeologico ostiense, all'epoca della sua costruzione nel II secolo d.C. era costiuito da una serie di botteghe, a cui successivamente fu aggiunto un tempietto. Successivamente, nella seconda metà del III secolo d.C. fu utilizzato come sede collegiale filosofica, cui erano annessi alcuni ambienti termali.
Nella parte orientale dell'edificio furono installati i bagni termali, in una posizione in cui ricevono tutto il calore del sole. Lo spogliatoio, l'apodyterium, era raggiungibile attraverso dei corridoi e un vestibolo, le cui pareti e pavimento erano decorati in marmo. Grazie a una rampa di scale si raggiungeva il frigidarium, anche questo con pareti e pavimento rivestiti in marmo. Seguiva una stanza di transizione che conduceva alle stanze riscaldate, con ampie finestre lungo il lato meridionale. A sud e a est delle stanze riscaldate si trova il forno per il riscaldamento dei bagni.